# Nouveau Parti socialiste (France)
Pour les articles homonymes, voir Nouveau Parti socialiste et NPS.
Le Nouveau Parti Socialiste (NPS) est un ancien courant du Parti socialiste français.
Il a été constitué pour le Congrès de Dijon de 2003, et se situe à la gauche du Parti socialiste. Ses principaux animateurs étaient Vincent Peillon, Arnaud Montebourg jusqu'en 2005, Benoît Hamon et Henri Emmanuelli.

## Histoire

### Congrès de Dijon
Le processus de constitution du Nouveau Parti socialiste est lancé le 9 octobre 2002 par un appel lancé par Julien Dray, Arnaud Montebourg et Vincent Peillon dans le Libération puis le 26 octobre 2002 par un rassemblement à la Sorbonne en présence des trois signataires de l'appel, de Benoît Hamon et de Christian Paul. La motion présentée pour le Congrès de Dijon affirme son ancrage à la gauche du Parti socialiste, critiquant le social-libéralisme et la dérive libérale de l'Union européenne, et porte un plaidoyer pour la rénovation du PS et de la démocratie, avec la revendication d'une VIe République parlementaire. Le courant se prononce également pour une Europe sociale, fédérale et démocratique. Un mois avant le Congrès Julien Dray, qui souhaite voir le Nouveau Parti socialiste rejoindre la motion de François Hollande, quitte le NPS.
Lors du vote des adhérents socialistes, la motion NPS obtient 16,88 % des voix, ce qui la place au second rang et lui accorde sept sièges au Bureau national. 
En 2005, le NPS est soutenu par huit députés, trois sénateurs et trois députés européens.

### Référendum sur la Constitution européenne
Lors du vote interne au Parti socialiste sur la Constitution européenne, le NPS prend parti pour le « non ». Après la victoire du « oui » au sein du parti, les principaux dirigeants du courant s'abstiennent de mener campagne pour le « non » à l'inverse d'autres responsables socialistes comme Laurent Fabius, Henri Emmanuelli ou Jean-Luc Mélenchon.

### Congrès du Mans
En août 2005, l'assemblée générale du NPS adopte un texte proposant la constitution d'une majorité alternative à gauche pour permettre le renouvellement du PS lors du prochain congrès. Ce texte évoque une inflexion majeure de la ligne politique du PS sur de nombreuses questions, parmi lesquelles celles de l'Europe, de la mondialisation, des moyens de lutter contre les excès du libéralisme, et des institutions. 
Le Nouveau Parti socialiste est rejoint par Béatrice Patrie, Guy Bono, Michel Vauzelle et Gilbert Roger. Alors que le courant est occasionnellement agité par l'état des relations qu'entretiennent ses deux principaux animateurs Vincent Peillon et Arnaud Montebourg, c'est le premier qui est désigné premier signataire de la motion alors qu'Arnaud Montebourg en devient le mandataire. 
À la veille du dépôt des motions, le NPS s'accorde avec le courant Alternative socialiste mené par Henri Emmanuelli : le texte, « NPS : pour une alternative socialiste », intègre des propositions d'Alternative socialiste, notamment dans le domaine économique.
Lors du vote des adhérents du Parti socialiste, NPS recueille 23,6 % des voix, se plaçant en deuxième position. Lors du congrès au Mans, le courant de François Hollande, majoritaire, accepte une synthèse intégrant des amendements du NPS sur les questions européennes et sociales et la rénovation du parti. Cependant, le texte final parle de « République nouvelle, plus démocratique et plus parlementaire » sans citer explicitement la VIe République, ce qui entraîne le départ d'Arnaud Montebourg.
À l'issue du congrès, Benoît Hamon (Europe), Christian Martin (services publics), Barbara Romagnan (rénovation du Parti) et Henri Emmanuelli (états généraux du projet) intègrent la direction du Parti socialiste.

### L'élection présidentielle de 2007
Le NPS est divisé après le Congrès du Mans : Arnaud Montebourg quitte le courant et fonde Rénover maintenant, suivi par Thierry Mandon, Christian Paul, Françoise Mesnard et Yvette Roudy. Le NPS s'organise dès lors autour de Vincent Peillon, Benoît Hamon (animateur de Nouvelle gauche) et Henri Emmanuelli.
Lors des universités de rentrée de Saint-Nazaire en septembre 2006, le courant se divise à nouveau quant au choix du candidat à l'élection présidentielle de 2007. Vincent Peillon rejoint Arnaud Montebourg dans son soutien à Ségolène Royal alors qu'Henri Emmanuelli appelle François Hollande, « candidat naturel » en tant que Premier secrétaire du Parti socialiste, à se déclarer.

### Congrès de Reims
Au Congrès de Reims de 2008, le courant Nouveau Parti socialiste cesse officiellement d'exister : Vincent Peillon rejoint la motion de Ségolène Royal alors qu'Henri Emmanuelli et Benoît Hamon fondent avec le reste de la gauche du PS le nouveau courant Un Monde d'Avance.

## Positionnement
Le NPS manifeste, d'après Mediapart, « une souplesse idéologique certaine » qui le « distingue [...] des ailes gauches traditionnelles dans l’histoire du parti ».

## Personnalités
- Arnaud Montebourg
- Vincent Peillon
- Benoît Hamon
- Henri Emmanuelli
- Gérard Filoche
- Michel Vauzelle
- Béatrice Patrie
- Guy Bono
- Gilbert Roger

### Parcours au sein du PS après 2003
| Nom               | Congrès de Dijon (2003)                             | Congrès du Mans (2005)                            | Primaire de 2006 (soutien de) | Congrès de Reims (2008)                      | Primaire de 2011 (soutien de) |
| ----------------- | --------------------------------------------------- | ------------------------------------------------- | ----------------------------- | -------------------------------------------- | ----------------------------- |
| Vincent Peillon   | Nouveau Parti socialiste                            | Nouveau Parti socialiste                          | Ségolène Royal                | L'espoir à gauche (Désirs d'avenir)          | François Hollande             |
| Arnaud Montebourg | Nouveau Parti socialiste                            | Nouveau Parti socialiste                          | Ségolène Royal                | L'espoir à gauche (Rénover maintenant)       | Arnaud Montebourg             |
| Benoît Hamon      | Nouveau Parti socialiste (Nouvelle Gauche)          | Nouveau Parti socialiste                          | Laurent Fabius                | Un monde d'avance (Nouveau Parti socialiste) | Martine Aubry                 |
| Gérard Filoche    | Nouveau Parti socialiste (Démocratie et socialisme) | Nouveau Parti socialiste (Alternative socialiste) | Laurent Fabius                | Un monde d'avance (Démocratie et socialisme) | Martine Aubry                 |